# تاش-چیشما
تاش-چیشما (انگلیسی: Tash-Chishma) یک شهرک در شهرستان شارانسکی استان باشقیرستان کشور روسیه است.